# Херланд, Даг
Даглас «Даг» Джон Херланд (англ. Douglas "Doug" John Herland; 19 августа 1951, Бенд, Орегон — 26 марта 1991, неизвестно) — американский гребной рулевой, выступавший за сборную США по академической гребле в середине 1980-х годов. Бронзовый призёр летних Олимпийских игр в Лос-Анджелесе, победитель и призёр регат национального значения. Также известен как тренер по гребле и общественный деятель.

## Биография
Даг Херланд родился 19 августа 1951 года в городе Бенд, штат Орегон. С рождения страдал от несовершенного остеогенеза, но, несмотря на это, всегда стремился к спорту — добился больших успехов как скаут, совершив 50-мильный поход, в старшей школе исполнял роль менеджера нескольких спортивных команд.
Поступив в Тихоокеанский лютеранский университет, узнал о существовании здесь команды по академической гребле и сразу же присоединился к ней в качестве рулевого. Неоднократно принимал участие в различных студенческих регатах, в частности становился победителем регаты Межуниверситетской гребной ассоциации. По окончании университета остался в гребле в качестве тренера, занимался подготовкой спортсменов в нескольких гребных клубах в Орегоне, работал в гребной команде Мичиганского университета.
Как спортсмен наибольшего успеха добился в сезоне 1984 года, когда вошёл в основной состав американской национальной сборной и благодаря череде удачных выступлений удостоился права защищать честь страны на домашних летних Олимпийских играх в Лос-Анджелесе. В программе рулевых двоек вместе с партнёрами Робертом Эспесетом и Кевином Стиллом пришёл к финишу третьим позади экипажей из Италии и Румынии — тем самым завоевал бронзовую олимпийскую медаль.
Впоследствии Херланд внёс значительный вклад в развитие адаптивной гребли, в частности начал кампанию по сбору средств «Свобода на реке» (Freedom on the River) для гребцов с ограниченными возможностями. Оставался действующим тренером по академической гребле вплоть до 1988 года, после чего вынужден был оставить это занятие, так как на том момент из-за своей болезни он уже не мог ходить.
Умер от связанных с болезнью осложнений 26 марта 1991 года в возрасте 39 лет.